# Saint-Pierreville
Saint-Pierreville (okcitansko Sant Pèira Viala) je naselje in občina v jugovzhodnem francoskem departmaju Ardèche regije Rona-Alpe. Leta 1999 je naselje imelo 504 prebivalce.

## Geografija
Kraj se nahaja v pokrajini Languedoc 32 km severozahodno od središča departmaja Privas.

## Administracija
Saint-Pierreville je sedež istoimenskega kantona, v katerega so poleg njegove vključene še občine Albon-d'Ardèche, Beauvène, Gluiras, Issamoulenc, Marcols-les-Eaux, Saint-Étienne-de-Serre, Saint-Julien-du-Gua in Saint-Sauveur-de-Montagut s 3.229 prebivalci. 
Kanton je sestavni del okrožja Privas.